# 劇団東京倶楽部
劇団 東京倶楽部（げきだん とうきょうくらぶ）は、俳優の菅田俊の主催する、演劇団体である。

## 来歴
唐十郎劇団下町唐座（後の唐組）の旗揚げメンバーである菅田俊・工藤俊作・河端保成・藤原常吉らが 中心となり結成、仲間の役者らを集め、年に1回の舞台公演を15年近く行っている。
菅原文太の息子、菅原加織（1970年2月25日-2001年10月24日）と菅田俊とが親交が深かったため、魂が七回忌目で天の世界にたどり着くと言う話を菅田俊が聞いたことから、七回忌までを 菅原加織追悼公演 『KAORU MEMORIAL』とし、公演を行ってきた。
2007年の公演で、七回忌を迎え『KAORU MEMORIAL』としての東京倶楽部には一区切りを置いたが、その後も、公演を行っている。
脚本はオリジナルやリメイク、菅田俊が作品を演出している。

## 作品
- TOKI -地下鉄に風、吹き抜けて-（2001.3/15～3/20）大塚萬スタジオ
- 難破船（2002.10/9～10/14）中野 劇場MOMO
- 春ナ忘レソ（2003.9/28～10/5）新宿 アシベ会館5階
- LAMBS DAY AFTERNOON -羊たちの午後-（2004.10/24～10/31）新宿 アシベ会館5階
- 幕末義侠伝　冬の風車　-国定忠治にまちがえられた男-（2005.12/8～12/13）シアターグリーン BIG TREETHEATER
- 黒い雨　―死海の義和団―（2006.11/20～11/26）池上本門寺 特設テント劇場
- Blue Bottle -蒼蠅-（2007.10/6～10/14）新木場１stRING
- 二人の女（2008.5/1～5/5）中野 劇場MOMO
- NOT SATISFAIDE !!（2009.11/28～12/6）シアター バビロンの流れのほとりにて

## メンバー
男性
- 菅田俊 : 代表
- 工藤俊作
- 永倉大輔
- 木庭博光
- 贈人
- 佐藤日出夫
- 鶴西大空
- 森了蔵
- 寺中寿之
- 格清俊光
- 佐藤良洋

女性
- 本庄由佳
- 二木二葉

## ゲスト
- 町田政則
- 宮本大誠
- 愛染恭子
- 山口祥行
- 坂上香織
- 関根大学
- 一青妙
- 不二子

## 専属殺陣師
- 二家本辰巳